# 甘子钊
甘子钊（1938年4月16日—），男，广东信宜人，中国物理学家，北京大学教授及固体物理研究所所长，国家超导专家委员会首席专家，国家“973”计划项目首席科学家。

## 生平
1959年毕业于北京大学物理系，1963年该校研究生毕业。1991年当选为中国科学院学部委员（院士）。